# Toolibin Lake
Toolibin Lake är en sjö i Australien. Den ligger i delstaten Western Australia, omkring 200 kilometer sydost om delstatshuvudstaden Perth. Toolibin Lake ligger 304 meter över havet. Arean är 4,9 kvadratkilometer. 
Trakten runt Toolibin Lake består till största delen av jordbruksmark. Trakten runt Toolibin Lake är nära nog obefolkad, med mindre än två invånare per kvadratkilometer. Genomsnittlig årsnederbörd är 450 millimeter. Den regnigaste månaden är maj, med i genomsnitt 71 mm nederbörd, och den torraste är februari, med 9 mm nederbörd.